# Pallamano ai Giochi panamericani
La pallamano ai Giochi panamericani è stata introdotta nell'edizione del 1987 di Indianapolis, con i tornei maschile e femminile. Nella seconda edizione del 1991 a L'Avana si disputò solamente il torneo maschile.

## Edizioni

### Uomini
| Anno          | Ospitante         |             | Podio     | Podio       | Podio |
| Anno          | Ospitante         | Oro         | Argento   | Bronzo      |       |
| ------------- | ----------------- | ----------- | --------- | ----------- | ----- |
| 1987 Dettagli | Indianapolis      | Stati Uniti | Cuba      | Brasile     |       |
| 1991 Dettagli | L'Avana           | Cuba        | Brasile   | Stati Uniti |       |
| 1995 Dettagli | Mar del Plata     | Cuba        | Brasile   | Argentina   |       |
| 1999 Dettagli | Winnipeg          | Cuba        | Brasile   | Argentina   |       |
| 2003 Dettagli | Santo Domingo     | Brasile     | Argentina | Stati Uniti |       |
| 2007 Dettagli | Rio de Janeiro    | Brasile     | Argentina | Cuba        |       |
| 2011 Dettagli | Guadalajara       | Argentina   | Brasile   | Cile        |       |
| 2015 Dettagli | Toronto           | Brasile     | Argentina | Cile        |       |
| 2019 Dettagli | Lima              | Argentina   | Cile      | Brasile     |       |
| 2023 Dettagli | Santiago del Cile | Argentina   | Brasile   | Cile        |       |

### Medagliere
| #      | Nazione     | Oro | Argento | Bronzo | Totale |
| ------ | ----------- | --- | ------- | ------ | ------ |
| 1      | Brasile     | 3   | 5       | 2      | 10     |
| 2      | Argentina   | 3   | 3       | 2      | 8      |
| 3      | Cuba        | 3   | 1       | 1      | 5      |
| 4      | Stati Uniti | 1   | 0       | 2      | 3      |
| 5      | Cile        | 0   | 1       | 3      | 4      |
| Totale | Totale      | 10  | 10      | 10     | 30     |

### Donne
| Anno          | Ospitante         |             | Podio         | Podio           | Podio |
| Anno          | Ospitante         | Oro         | Argento       | Bronzo          |       |
| ------------- | ----------------- | ----------- | ------------- | --------------- | ----- |
| 1987 Dettagli | Indianapolis      | Stati Uniti | Canada        | Brasile         |       |
| 1991          |                   |             | Non disputato |                 |       |
| 1995 Dettagli | Mar del Plata     | Stati Uniti | Canada        | Brasile         |       |
| 1999 Dettagli | Winnipeg          | Brasile     | Canada        | Cuba            |       |
| 2003 Dettagli | Santo Domingo     | Brasile     | Argentina     | Uruguay         |       |
| 2007 Dettagli | Rio de Janeiro    | Brasile     | Cuba          | Argentina       |       |
| 2011 Dettagli | Guadalajara       | Brasile     | Argentina     | Rep. Dominicana |       |
| 2015 Dettagli | Toronto           | Brasile     | Argentina     | Uruguay         |       |
| 2019 Dettagli | Lima              | Brasile     | Argentina     | Cuba            |       |
| 2023 Dettagli | Santiago del Cile | Brasile     | Argentina     | Paraguay        |       |

### Medagliere
| #      | Nazione         | Oro | Argento | Bronzo | Totale |
| ------ | --------------- | --- | ------- | ------ | ------ |
| 1      | Brasile         | 7   | 0       | 2      | 9      |
| 2      | Stati Uniti     | 2   | 0       | 0      | 2      |
| 3      | Argentina       | 0   | 5       | 1      | 6      |
| 4      | Canada          | 0   | 3       | 0      | 3      |
| 5      | Cuba            | 0   | 1       | 2      | 3      |
| 6      | Uruguay         | 0   | 0       | 2      | 2      |
| 7      | Rep. Dominicana | 0   | 0       | 1      | 1      |
| 7      | Paraguay        | 0   | 0       | 1      | 1      |
| Totale | Totale          | 9   | 9       | 9      | 27     |

## Medagliere complessivo
| #      | Nazione         | Oro | Argento | Bronzo | Totale |
| ------ | --------------- | --- | ------- | ------ | ------ |
| 1      | Brasile         | 10  | 5       | 4      | 19     |
| 2      | Argentina       | 3   | 8       | 3      | 14     |
| 3      | Cuba            | 3   | 2       | 3      | 8      |
| 4      | Stati Uniti     | 3   | 0       | 2      | 5      |
| 5      | Canada          | 0   | 3       | 0      | 3      |
| 6      | Cile            | 0   | 1       | 3      | 4      |
| 7      | Uruguay         | 0   | 0       | 2      | 2      |
| 8      | Paraguay        | 0   | 0       | 1      | 1      |
| 8      | Rep. Dominicana | 0   | 0       | 1      | 1      |
| Totale | Totale          | 19  | 19      | 19     | 57     |